# 25711 Lebovits
25711 Lebovits è un asteroide della fascia principale. Scoperto nel 2000, presenta un'orbita caratterizzata da un semiasse maggiore pari a 2,3585799 UA e da un'eccentricità di 0,1653448, inclinata di 2,87372° rispetto all'eclittica.